# Eleccions municipals espanyoles de 2023
Les eleccions locals espanyoles de 2023 se celebraren a tot Espanya el dia 28 de maig, quart diumenge de maig, d'acord amb l'article 42 de la Llei 5/1985. Les eleccions determinen de manera directa la composició dels ajuntaments i, de manera indirecta, les dels consells comarcals i les diputacions provincials. A l'estat espanyol també serveixen per a l'elecció indirecta dels consells insulars (Illes Balears), dels cabildos insulars (Illes Canàries) i de les Juntes Generals (País Basc).
El mateix dia també se celebraren les eleccions al Consell General d'Aran i a dotze comunitats autònomes (València, Astúries, Cantàbria, Navarra, La Rioja, Comunitat de Madrid, Castella-la Manxa, Regió de Múrcia, Canàries, Illes Balears, Aragó i Extremadura).
Davant els resultats obtinguts en una roda de premsa del 29 de maig el president del Govern espanyol, Pedro Sánchez, anuncià que avançaria les eleccions generals, inicialment previstes per a finals de novembre, al 23 de juliol.